# Vaas
Pour les articles homonymes, voir Vaas (homonymie).
Vaas [vas] est une commune de France située dans le département de la Sarthe et la région des Pays de la Loire, peuplée de 1 383 habitants (les Védaquais).
La commune fait partie de la province historique de l'Anjou, et se situe dans le Baugeois.

## Géographie
La commune est située dans le Haut-Anjou sarthois, surnommé le Maine angevin.

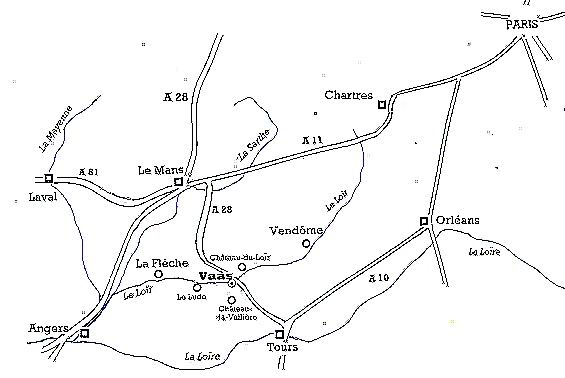
Plan de situation de Vaas.

Implanté sur le Loir, le village de Vaas est assurément l'une des plus anciennes paroisses située aux confins des provinces du Maine et de l'Anjou.
Les deux rives du Loir totalisent 18 kilomètres. Il fut navigable jusqu'au début du XXe siècle.

### Communes limitrophes
| Aubigné-Racan                       | Verneil-le-Chétif    | Lavernat                     |
| Aubigné-Racan, Saint-Germain-d'Arcé | Vaas                 | Montabon, La Bruère-sur-Loir |
| Saint-Germain-d'Arcé                | Saint-Germain-d'Arcé | La Bruère-sur-Loir           |

### Hameaux et lieux-dits
| | Hameaux et lieux-dits de la commune de Vaas |
| Les Halles · Moriers · Valette · La Chalopinière · Launay · Les Dureaux · Montsureau · Le Port Denet · La Davière · Le Bout de la Rue · Le Grand et le Petit Fief · Le Tertre · La Matinière · La Sauvagère · Le Grand et le Petit Pin · La Titonnière |                                             |

### Climat
Pour des articles plus généraux, voir Climat des Pays de la Loire et Climat de la Sarthe.
En 2010, le climat de la commune est de type climat océanique dégradé des plaines du Centre et du Nord, selon une étude du CNRS s'appuyant sur une série de données couvrant la période 1971-2000. En 2020, Météo-France publie une typologie des climats de la France métropolitaine dans laquelle la commune est dans une zone de transition entre le climat océanique et le climat océanique altéré et est dans la région climatique  Moyenne vallée de la Loire, caractérisée par une bonne insolation (1 850 h/an) et un été peu pluvieux. 
Pour la période 1971-2000, la température annuelle moyenne est de 11,2 °C, avec une amplitude thermique annuelle de 14,5 °C. Le cumul annuel moyen de précipitations est de 673 mm, avec 11,6 jours de précipitations en janvier et 6,6 jours en juillet. Pour la période 1991-2020, la température moyenne annuelle observée sur la station météorologique de Météo-France la plus proche, sur la commune de Saint-Christophe-sur-le-Nais à 14 km à vol d'oiseau, est de 12,1 °C et le cumul annuel moyen de précipitations est de 682,2 mm,. Pour l'avenir, les paramètres climatiques de la commune estimés pour 2050 selon différents scénarios d'émission de gaz à effet de serre sont consultables sur un site dédié publié par Météo-France en novembre 2022.

## Urbanisme

### Typologie
Au 1er janvier 2024, Vaas est catégorisée commune rurale à habitat dispersé, selon la nouvelle grille communale de densité à sept niveaux définie par l'Insee en 2022.
Elle est située hors unité urbaine. Par ailleurs la commune fait partie de l'aire d'attraction de Montval-sur-Loir, dont elle est une commune de la couronne,. Cette aire, qui regroupe 12 communes, est catégorisée dans les aires de moins de 50 000 habitants,.

### Occupation des sols
L'occupation des sols de la commune, telle qu'elle ressort de la base de données européenne d’occupation biophysique des sols Corine Land Cover (CLC), est marquée par l'importance des territoires agricoles (70,5 % en 2018), en augmentation par rapport à 1990 (68,8 %). La répartition détaillée en 2018 est la suivante : 
prairies (26,8 %), terres arables (26,4 %), forêts (22,5 %), zones agricoles hétérogènes (13,6 %), cultures permanentes (3,8 %), zones urbanisées (3,7 %), milieux à végétation arbustive et/ou herbacée (2,4 %), zones industrielles ou commerciales et réseaux de communication (0,8 %), eaux continentales (0,1 %). L'évolution de l’occupation des sols de la commune et de ses infrastructures peut être observée sur les différentes représentations cartographiques du territoire : la carte de Cassini (XVIIIe siècle), la carte d'état-major (1820-1866) et les cartes ou photos aériennes de l'IGN pour la période actuelle (1950 à aujourd'hui).

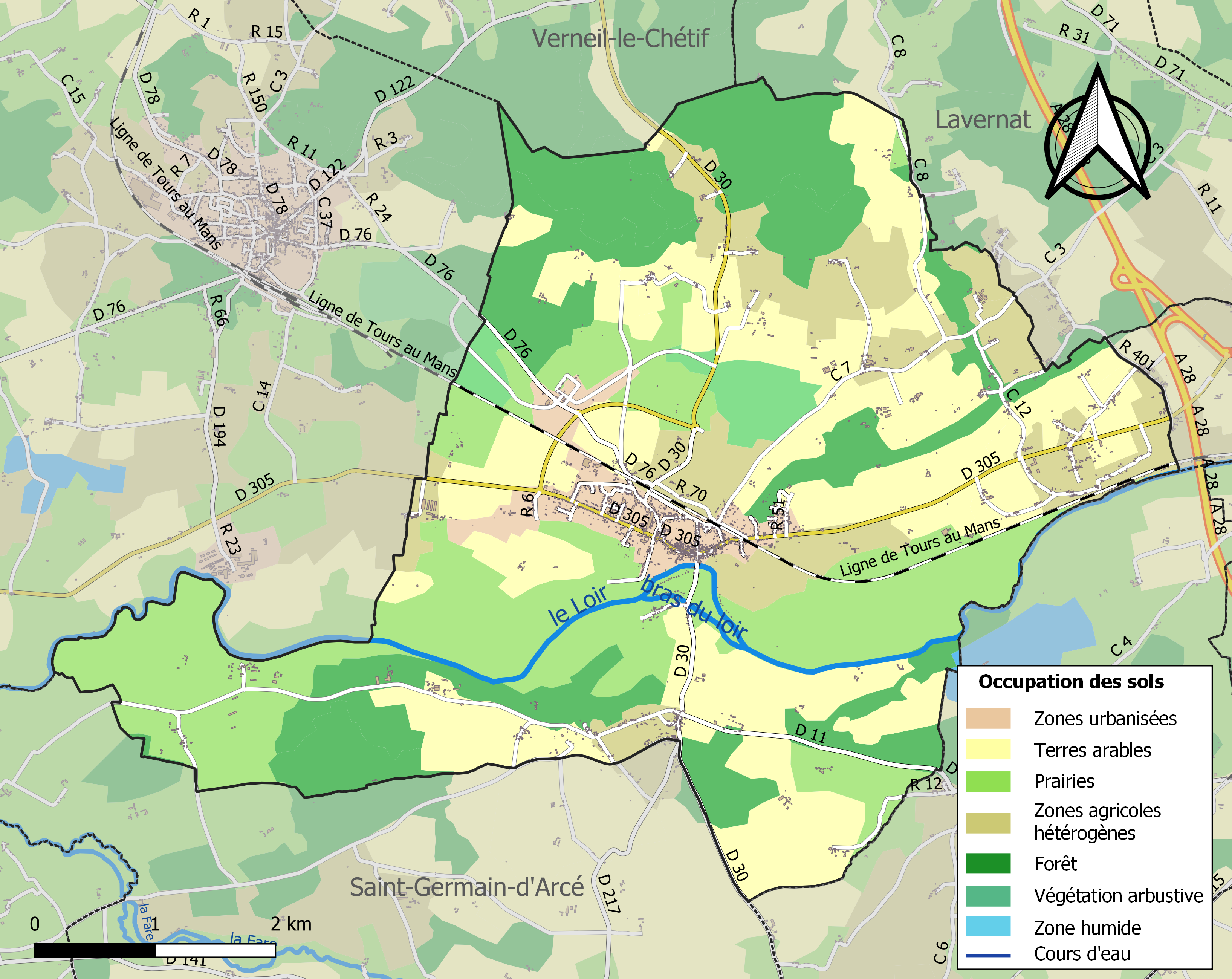
Carte des infrastructures et de l'occupation des sols de la commune en 2018 (CLC).

## Histoire
Passé historique néolithique, puis gallo-romain, l'ancienne voie romaine Tours-Le Mans franchissait le Loir à Vaas. Aux abords de cette ancienne voie, il a été trouvé de nombreux fragments de céramique et de poteries, des tessons d'amphores, des monnaies, des meules et divers autres objets répertoriés par le Centre archéologique de Sablé (Sarthe).

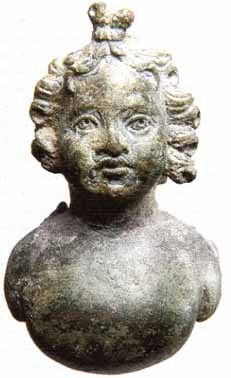
Amour argenté de Vaas statuette gallo-romaine.

Un fanum, repéré par prospection aérienne, a permis de localiser une petite agglomération ou vicus au passage à gué de la rivière.
Une petite statuette en bronze, une applique de meuble représentant un buste d'enfant, appelée l'Amour argenté de Vaas est visible au Carré Plantagenêt au Mans. Elle daterait de la première moitié du Ier siècle. C'est une production soignée pouvant provenir d'un atelier situé à Alexandrie (Égypte).
Au IVe siècle l'église du village est consacrée par saint Julien, premier évêque du Mans. Vaas a hérité de l'administration gallo-romaine pendant près d'un millénaire. À l'époque mérovingienne, Vedatio (ancien nom de Vaas) devient chef-lieu d'une condita, le territoire du Védacensis qui s'étendait sur une grande partie de la vallée du Loir. On y battait monnaie.
Des fragments de sarcophages datés des VIe et VIIe siècles ont été trouvés, lors de travaux effectués sur la voie publique. Quelques-uns sont encore à peu près bien conservés. Ils proviennent des carrières de falun (origine du Saumurois) de Doué-la-Fontaine (Maine-et-Loire). Ces sarcophages, d'un poids de 800 kg environ, étaient acheminés par voie d'eau. On pense qu'une petite nécropole était située à l'endroit où se trouve aujourd'hui le centre-ville.

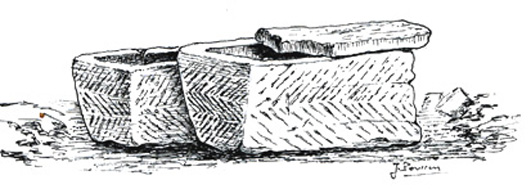
Sarcophages mérovingiens.

Une abbaye, dont l'origine reste inconnue, remonterait au IXe siècle. Elle fut sous l'autorité de chanoines réguliers de l'ordre de Saint-Augustin et eut un rayonnement important jusqu'au XIIIe siècle. De nombreuses missions lui furent confiées par le Saint-Siège.
En 1034, un premier pont est construit sur le Loir, en même temps que celui de Tours.
Au Moyen Âge, autour de son monastère, la ville est fortifiée et ceinturée de douves. Elle subit un siège pendant la guerre de Cent Ans à la suite duquel le connétable Bertrand Du Guesclin chasse les Anglais, après la bataille de Pontvallain en 1370. La ville est ruinée et brûlée, seule la vieille tour abbatiale et son église sont conservées.
Sous l'Ancien Régime et jusqu'à la Révolution, Vaas dépend du pays d'élection de La Flèche et de la province d'Anjou (sénéchaussée secondaire de La Flèche, dépendante de la sénéchaussée principale d'Angers). La Bruère-sur-Loir dépend de la sénéchaussée de La Flèche et du tribunal spécial ou « greniers à sel » du Lude.
L'abbaye royale qui détient la seigneurie de la ville, est vendue en 1791 sous la Révolution comme bien national, le village devient chef-lieu de canton jusqu'en 1804 où il est rattaché au district de Château-du-Loir. L'ancien logis des abbés abrite aujourd'hui l'hôtel de ville.
Le lundi 17 juillet 1944, l'avion du pilote américain, Alvin Pollingue est abattu au-dessus de la commune. Il appartenait au 405 th Fighter Squadron du 371 st Fighter Group de la 9th US Army Air Force.

### Védacensis

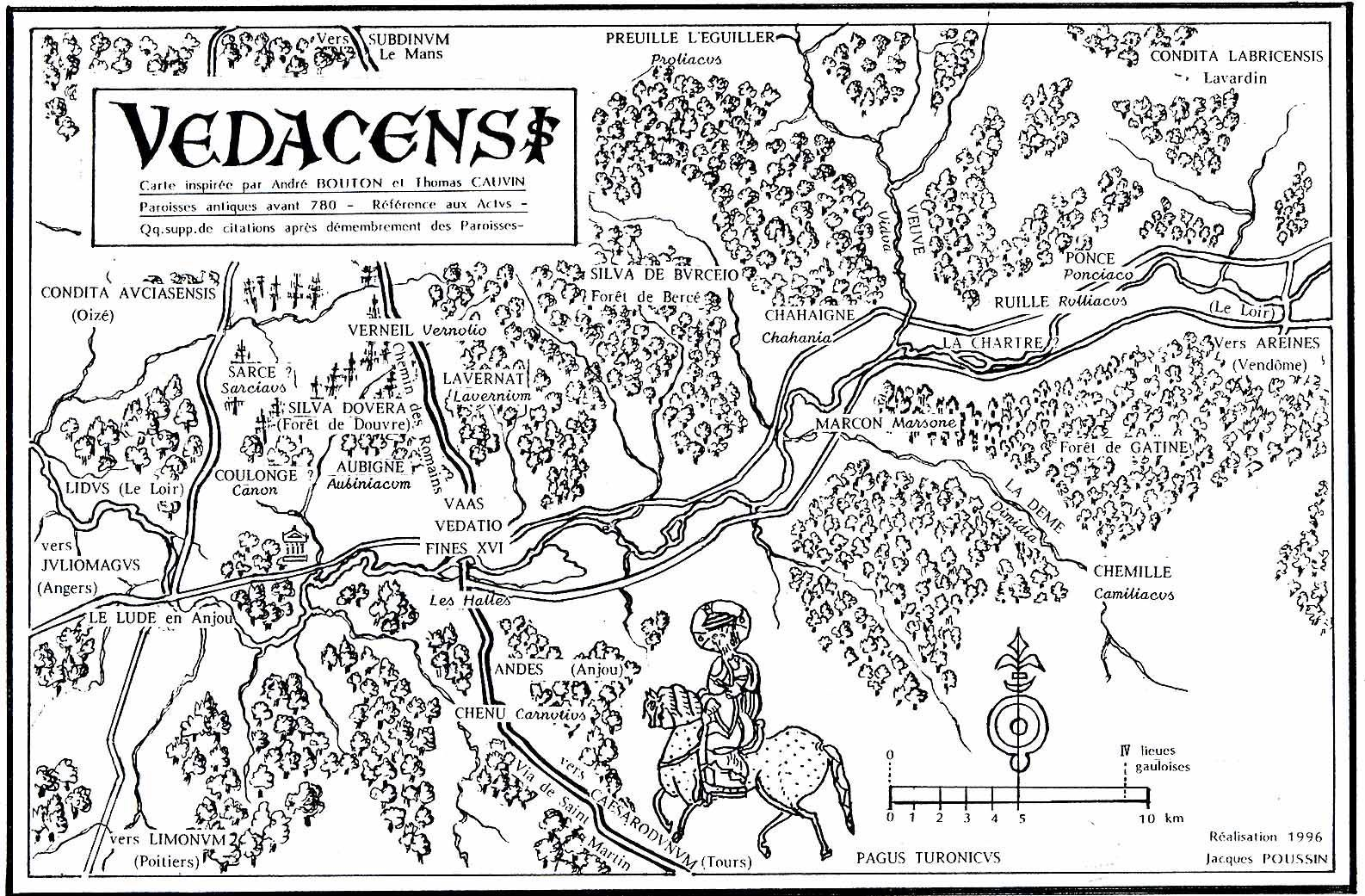
Territoire du Védacensis.

Le Védacensis fut une division territoriale de la région du Maine qui, de temps immémoriaux, était située dans la vallée du Loir, au carrefour des voies fluviales et terrestres.
Le Loir parait avoir été une première limite de la cité des Cénomans en voisinage des Andes et des Turones.
Héritière de l'époque celtique, la contrée fut généralement adjugée au fisc impérial et conservée par les Gallo-Romains.
Védacensis Association est le nom d'une association, créée en 1995 qui publie chaque année un cahier relatant l'histoire du village de Vaas et des environs.

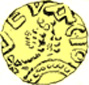
Monnaie mérovingienne frappée à Vaas.

## Démographie
L'évolution du nombre d'habitants est connue à travers les recensements de la population effectués dans la commune depuis 1793. Pour les communes de moins de 10 000 habitants, une enquête de recensement portant sur toute la population est réalisée tous les cinq ans, les populations de référence des années intermédiaires étant quant à elles estimées par interpolation ou extrapolation. Pour la commune, le premier recensement exhaustif entrant dans le cadre du nouveau dispositif a été réalisé en 2005.
En 2022, la commune comptait 1 383 habitants, en évolution de −8,89 % par rapport à 2016 (Sarthe : −0,25 %, France hors Mayotte : +2,11 %).
| 1793  | 1800  | 1806  | 1821  | 1831  | 1836  | 1841  | 1846  | 1851  |
| ----- | ----- | ----- | ----- | ----- | ----- | ----- | ----- | ----- |
| 1 569 | 1 790 | 1 604 | 1 703 | 1 998 | 1 913 | 1 872 | 1 850 | 1 856 |

| 1856  | 1861  | 1866  | 1872  | 1876  | 1881  | 1886  | 1891  | 1896  |
| ----- | ----- | ----- | ----- | ----- | ----- | ----- | ----- | ----- |
| 1 872 | 1 873 | 1 804 | 1 817 | 1 755 | 1 683 | 1 628 | 1 615 | 1 586 |

| 1901  | 1906  | 1911  | 1921  | 1926  | 1931  | 1936  | 1946  | 1954  |
| ----- | ----- | ----- | ----- | ----- | ----- | ----- | ----- | ----- |
| 1 640 | 1 609 | 1 662 | 1 500 | 1 695 | 1 652 | 1 766 | 1 594 | 1 629 |

| 1962  | 1968  | 1975  | 1982  | 1990  | 1999  | 2005  | 2006  | 2010  |
| ----- | ----- | ----- | ----- | ----- | ----- | ----- | ----- | ----- |
| 1 662 | 1 673 | 1 598 | 1 590 | 1 564 | 1 540 | 1 621 | 1 635 | 1 570 |

| 2015  | 2020  | 2022  | - | - | - | - | - | - |
| ----- | ----- | ----- | - | - | - | - | - | - |
| 1 522 | 1 394 | 1 383 | - | - | - | - | - | - |

## Culture locale et patrimoine

### Lieux et monuments

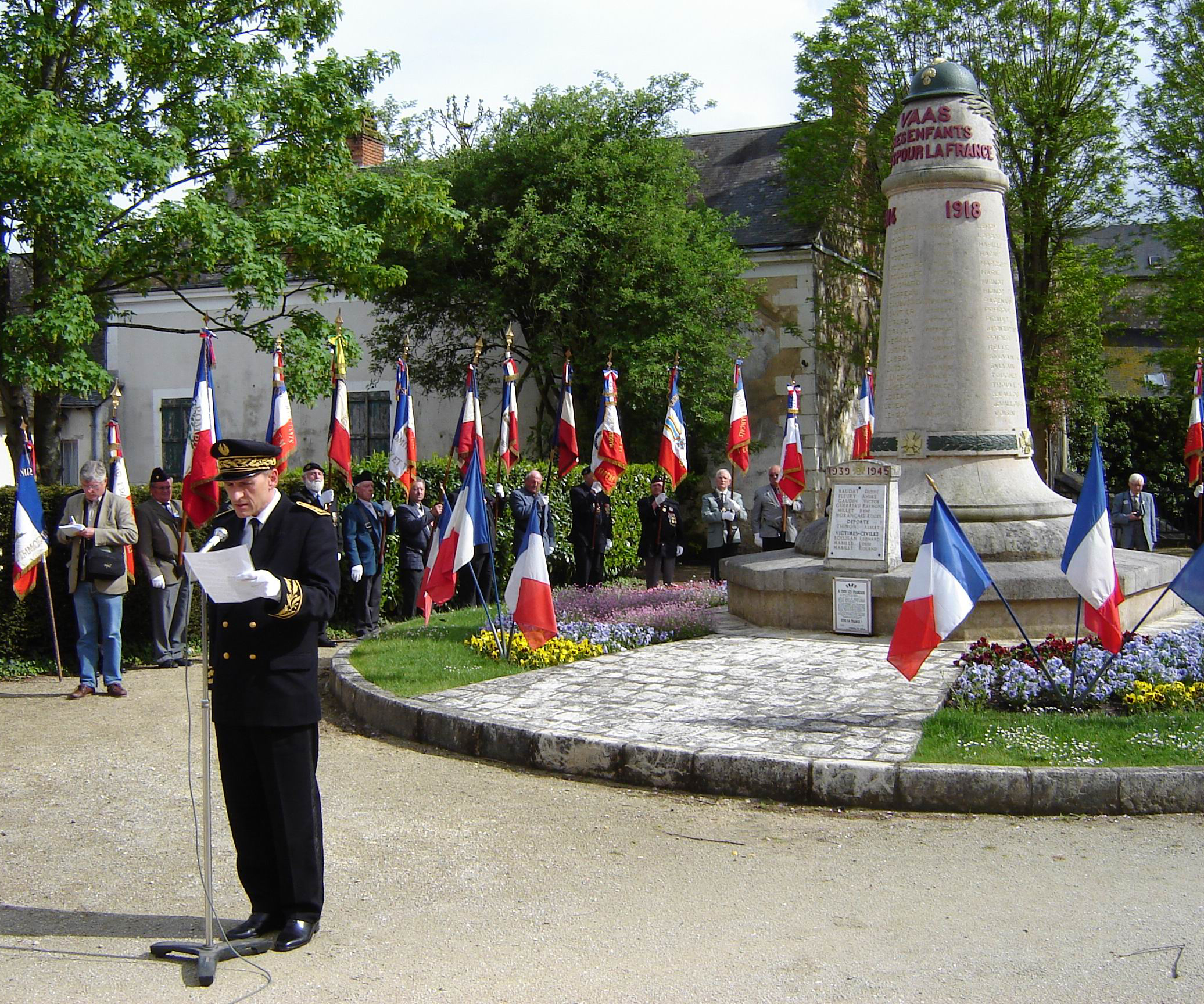
Monument aux morts.

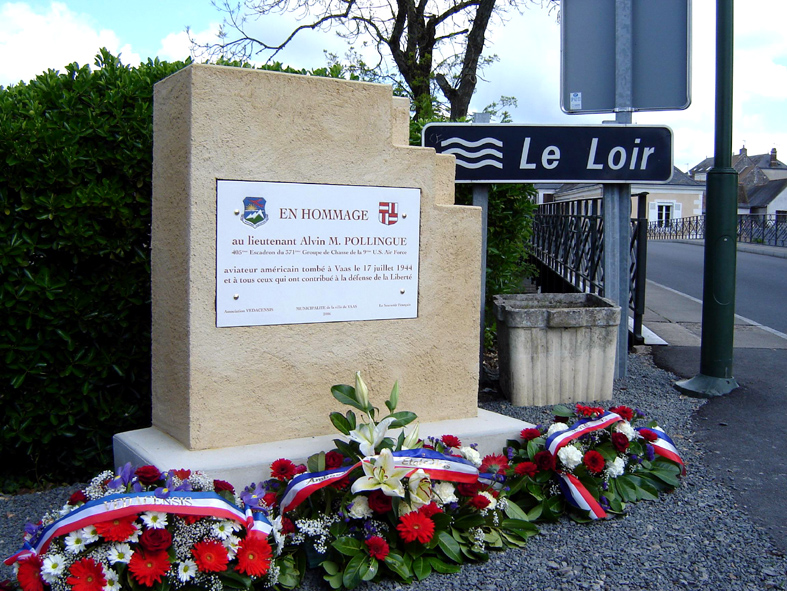
Mémorial d'Alvin Pollingue - aviateur US tombé en juillet 1944.

#### Monuments mémoriaux

##### Le monument aux morts
Érigé vers 1920 sur la place du village, puis déplacé dans le jardin de l'ancienne abbaye, le monument aux morts rappelle les noms des 73 morts pour la France, victimes des conflits 1914-1918 (63) et 1939-1945 (10).

##### Mémorial Alvin-Pollingue
Une stèle rappelle le souvenir d'un aviateur des États-Unis tombé à Vaas le 17 juillet 1944. Elle a été inaugurée le 8 mai 2006 en présence d’une garde d'honneur de l'armée américaine et de Maurice Washburn (San Diego), vétéran de la Seconde Guerre mondiale ayant participé au débarquement du 6 juin 1944 sur les côtes normandes. À cette occasion, le pont sur le Loir a été baptisé du nom de cet aviateur.
Le maire de l'époque, Alfred Fournier, a pris l'initiative d'accueillir le corps de cet aviateur allié. La quasi-totalité de la population assista à son inhumation malgré l'interdiction des autorités allemandes. Le corps sera transféré en mars 1945 au cimetière militaire américain de Saint-James.

#### Patrimoine religieux

##### Abbaye Notre-Dame de Vaas(Beat Maria de Vedatio)
Le monastère primitif a des fondations remontant à l'époque carolingienne (an 790) — cartulaire de l'abbaye de Cormery. Les chanoines suivaient la règle de saint Augustin. Ses origines ne nous sont que partiellement connues. On sait toutefois que ce monastère assurait le franchissement du Loir.
L'abbaye qui a fait suite, selon une légende fabuleuse qui perdure encore, aurait bénéficié d'une dotation des biens confisqués au traître Ganelon, le félon de Roland à Roncevaux. Des actes d'échanges sont mentionnés au cours du Xe siècle avec l'abbaye Saint-Martin de Tours.
Elle connut une période florissante en 1160 avec son premier abbé connu et verra une riche dotation sous les Plantagenêts, ce qui fera oublier les dévastations par les Normands-Vikings au IXe siècle. Douze missions lui seront confiées par le Saint-Siège jusqu'à la veille de la guerre de Cent Ans, époque à laquelle elle sera en partie ruinée et le village brûlé en 1370 ; seules l'église et la tour monastique ont été en partie épargnées. Après restauration, ce sont les seigneurs-abbés de l'abbaye qui seront hauts justiciers sur la paroisse du village.
Un manque de rigueur dans la discipline verra l'abbaye mise en commende au début du XVIIe siècle. Selon les archives retrouvées, c'est à cette même époque qu'on connaîtra son titre d'« abbaye royale ».
Les prémontrés en prendront possession en 1726 jusqu'à la Révolution et ses bâtiments seront vendus comme biens nationaux, sauf l'église.
Les bâtiments conventuels seront finalement démolis en mars 1981. Il ne reste de visibles actuellement que le logis de l'abbé, aujourd'hui hôtel de ville de Vaas, la tour monastique, les jardins au bord du Loir et l'église devenue paroissiale après la destruction de l'église Saint-Georges vendue comme bien national et détruite.

##### Église Notre-Dame de Vaas

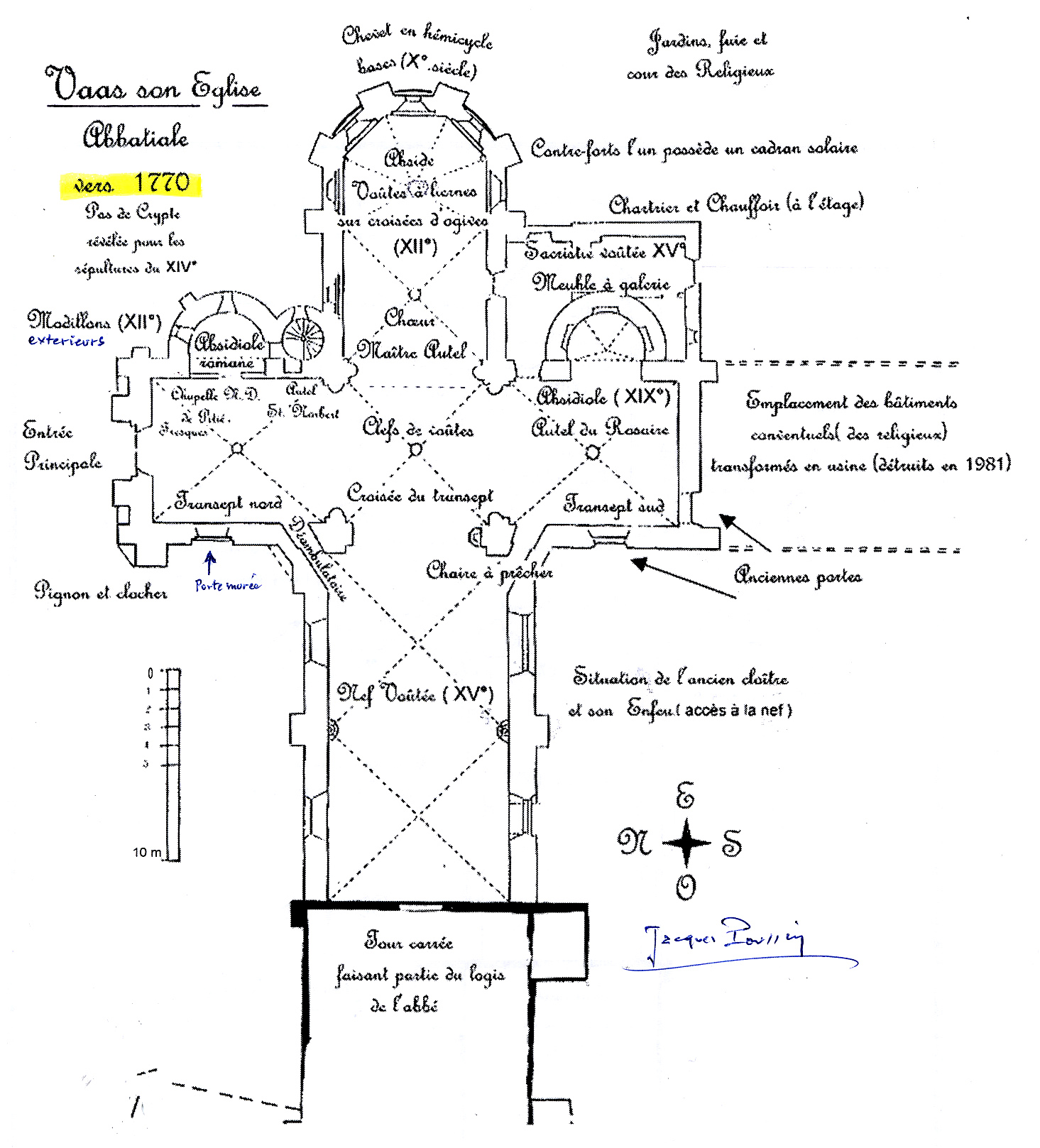
Coupe transversale de l'église XIIe siècle en forme de croix latine.

L'église est accolée à une tour monastique plus ancienne. Construite en forme de croix latine, elle est datée du XIIe siècle. Dans son transept, deux absidioles sont conservées :
- la chapelle Notre-Dame-de-Pitié, romane, qui appartenait au monastère primitif et présente encore dans sa voûte, quelques fresques et peintures murales du XIVe siècle, Le Christ en majesté entouré du symbole des quatre évangélistes, en mauvais état.
- l'autre, adossée à la sacristie conserve une galerie fermée remarquable.

L'accès, comme pour la plupart des édifices monastiques, se faisait au sud par un cloître intérieur. Par la suite, sa façade fut remaniée et l'entrée y a été aménagée, ouvrant sur une petite place.
Le chœur a résisté aux dévastations et possède toujours ses voûtes de style gothique angevin avec ses liernes imagées, style dit aussi Plantagenêt. Également un maître-autel en marbre surmonté d'un grand christ en croix et au fond, dans le chevet, les stalles des chanoines. Une grille en fer forgé sépare le chœur de la nef ; le dallage au sol (XVIe siècle) est en damiers ardoise et pierre blanche.
Le beau clocher avec sa flèche octogonale, repose sur une tour carrée qui s'élève à 45 mètres au-dessus du parvis ; il comprend trois cloches dont une datée de 1773 provenant de l'ancienne église paroissiale Saint-Georges qui occupait le centre du village.
Son sous-sol conserve des sépultures du XIVe siècle (révélées en archives).
À l'intérieur, le transept et la nef sont en partie le fruit d'une restauration du XVe siècle. Un retable, à l'entrée, est surmonté d'un tableau (Frédérico Borromée auprès des pestiférés de Milan) encadré de deux statues.
On peut également voir une chaire à prêcher du XVIIIe siècle, plusieurs œuvres intéressantes : deux statues l'une représentant saint Georges, l'autre saint Julien, toutes deux provenant de l'ancienne église paroissiale Saint-Georges, une délicate terre cuite la Vierge à l'Enfant du XVIe siècle, école de Germain Pilon.
Quelques tableaux dont le Christ servi par les anges attribué initialement à Philippe de Champaigne (1674) mais plus vraisemblablement à Charles Lebrun (XVIIe siècle).
Les vitraux détruits lors de la dernière guerre font l'objet de remplacements. Une belle réalisation, l'Assomption de la Vierge, au-dessus de l'entrée a été conçue par l'Atelier du vitrail de Vaas Nouveau Souffle ; des verrières plus simples, peintes, sont en cours de réalisation pour les autres fenêtres.
En sortant, on peut voir la restauration d'un cadran solaire placé sur un contrefort du chevet en hémicycle et apercevoir des modillons très érodés, sous la toiture du transept.
De la terrasse sur le Loir, la vue se porte sur l'arrière des moulins banaux de la mense abbatiale, aujourd'hui désaffectés et propriété privée. À proximité, se trouvaient le four banal et la goularderie (lieu d'accueil des pèlerins) .
L'aspect général est empreint d'une grande simplicité dans son élégance ; c'est en 1935 que monseigneur Grente, évêque du Mans, a consacré l'église Beata Maria de Vedacio à Notre-Dame-de-l'Assomption.
L'église fait l’objet d’une inscription au titre des monuments historiques depuis le 16 février 1926. Plusieurs éléments de mobilier y sont classés monuments historiques.

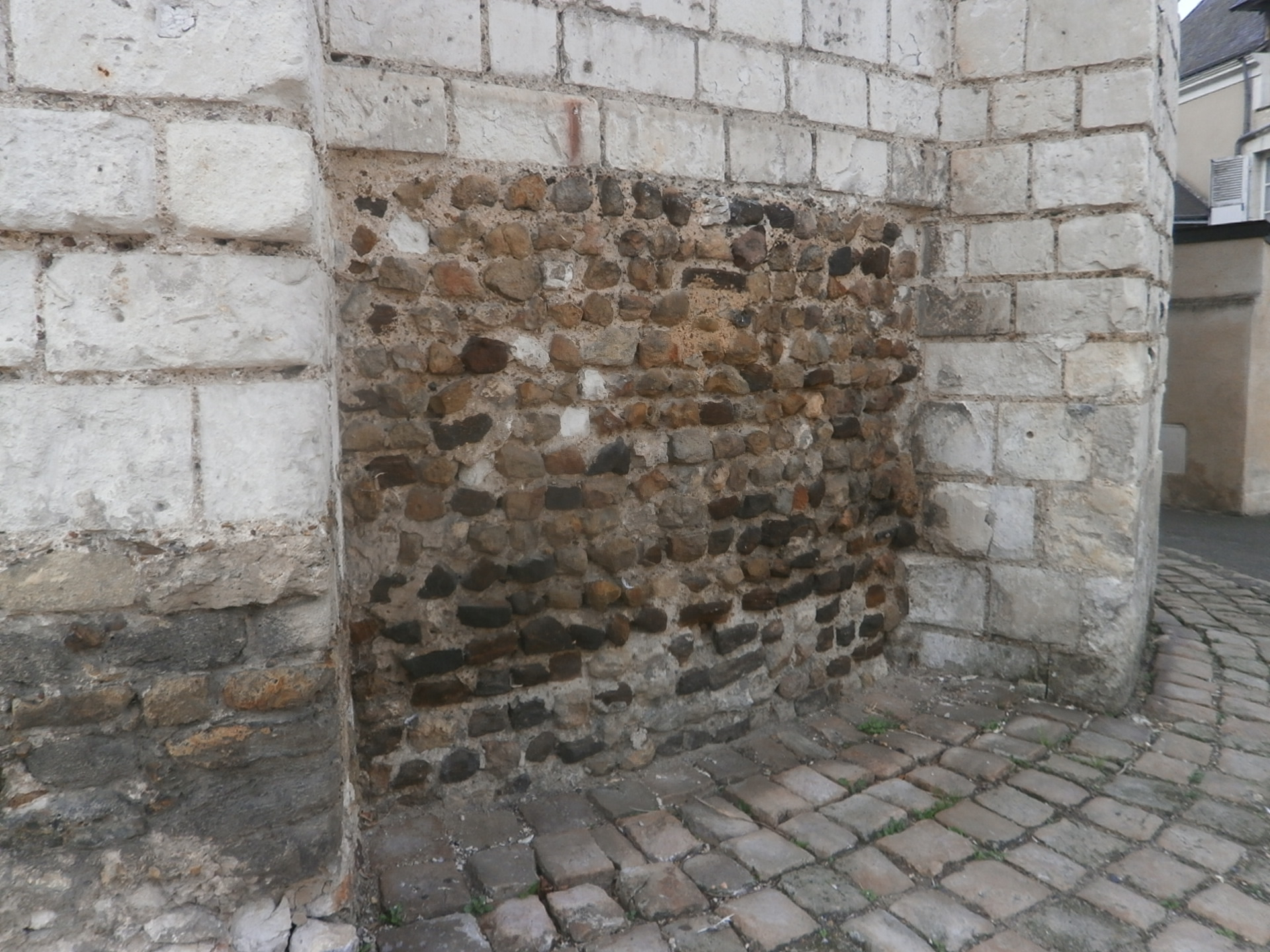
Moellons de grès à la base de l'abside : remplois du site antique de Cherré.
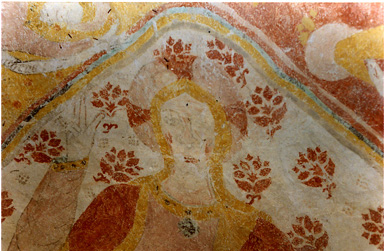
Les fresques XIIIe et XIVe siècles.
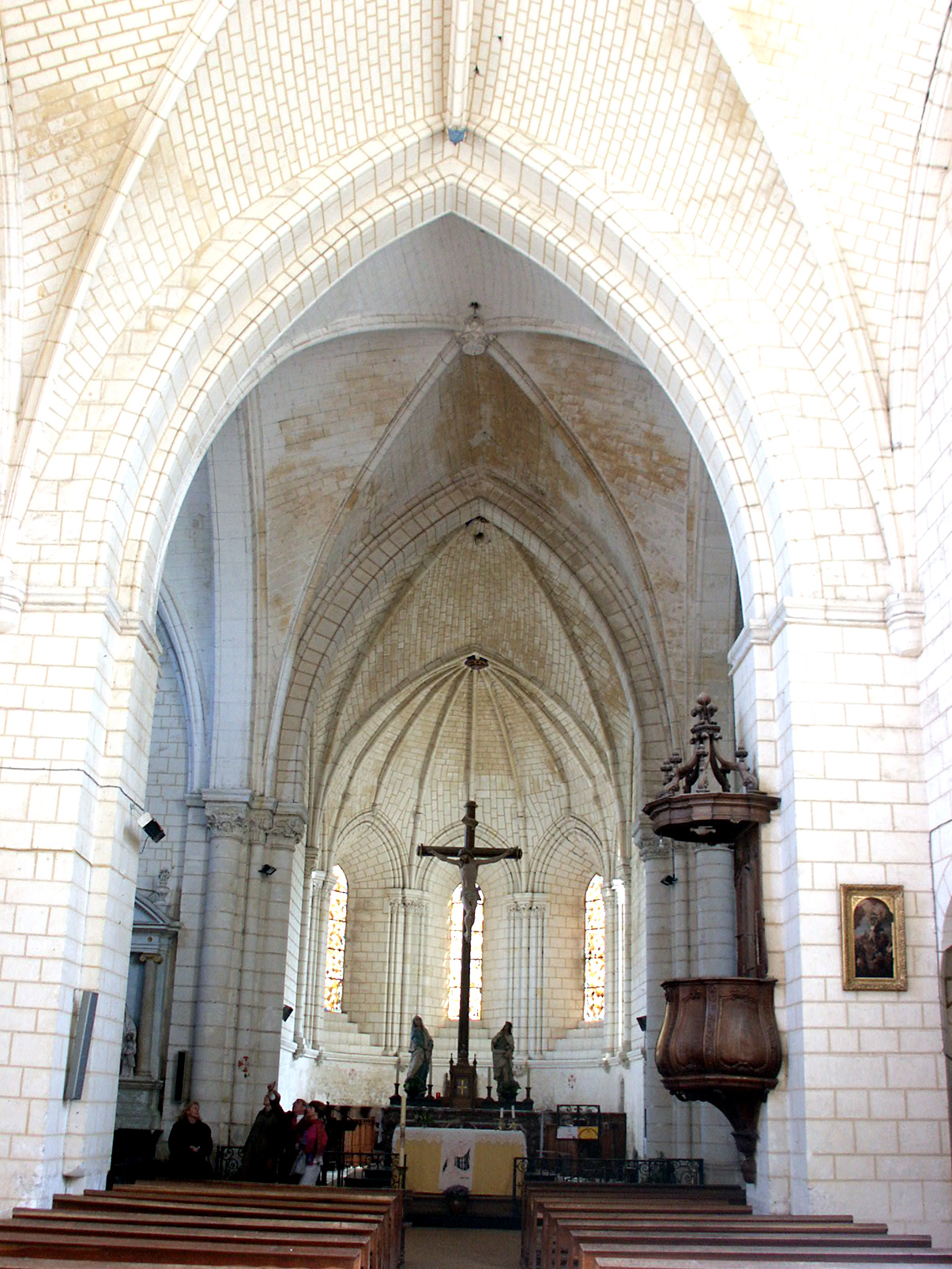
L'intérieur de l'église de Vaas.
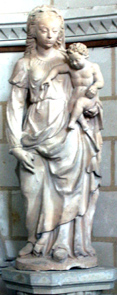
Terre cuite XVIe siècle Vierge à l'Enfant.
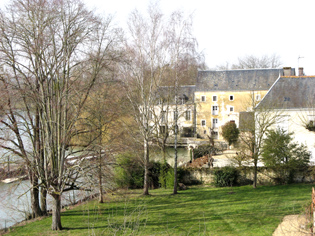
La façade est des grands moulins.

#### Les châteaux
Huit châteaux sont érigés sur le territoire de la commune :
- Le château du Petit-Perray, de la fin XVIIIe siècle, partiellement inscrit au titre des monuments historiques le 28 avril 1993[22].
- Le château de Lassy, ou de Bas Moriers.
- Le château de la Brosserie.
- Le château la Renaudière. Il est transformé en gite d'hôtes
- Le château de Gagnerie.
- Le château de la Roche, et son parc « agricole et paysager » dessiné par le comte Paul de Lavenne de Choulot[23].
- Le château de Mazoüet
- Le château de la Fuye - XVIe siècle

#### Dolmen de la Pierre Couverte

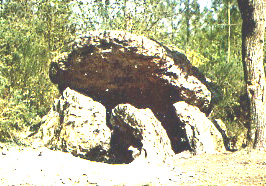
Le dolmen de la Pierre couverte.

Le dolmen de la Pierre Couverte est situé à environ 3 kilomètres au nord du bourg, en direction de Mayet. Édifié entre 5000 et 2500 av. J.-C. (Néolithique), il est niché à l'orée de la forêt de Bercé, à 107 mètres d'altitude. Il fait l’objet d’une inscription au titre des monuments historiques depuis le 12 février 1984.

#### Site archéologique de Cherré
Ces vestiges antiques sont situés à 6 km de Vaas, en limite du Maine, de l'Anjou et de la Touraine dans une boucle du Loir, sur la commune d'Aubigné-Racan.

Le temple révélerait, par son orientation, une analogie avec ceux où l’on célébrait à Rome le culte de Jupiter et Saint-Georges de Vaas étant le nom christianisé de Jupiter, on trouve là une même souche.

#### Patrimoine naturel
La Réserve naturelle régionale des Prairies et roselière des Dureaux se situe sur le territoire de la commune.

#### Particularités et curiosités

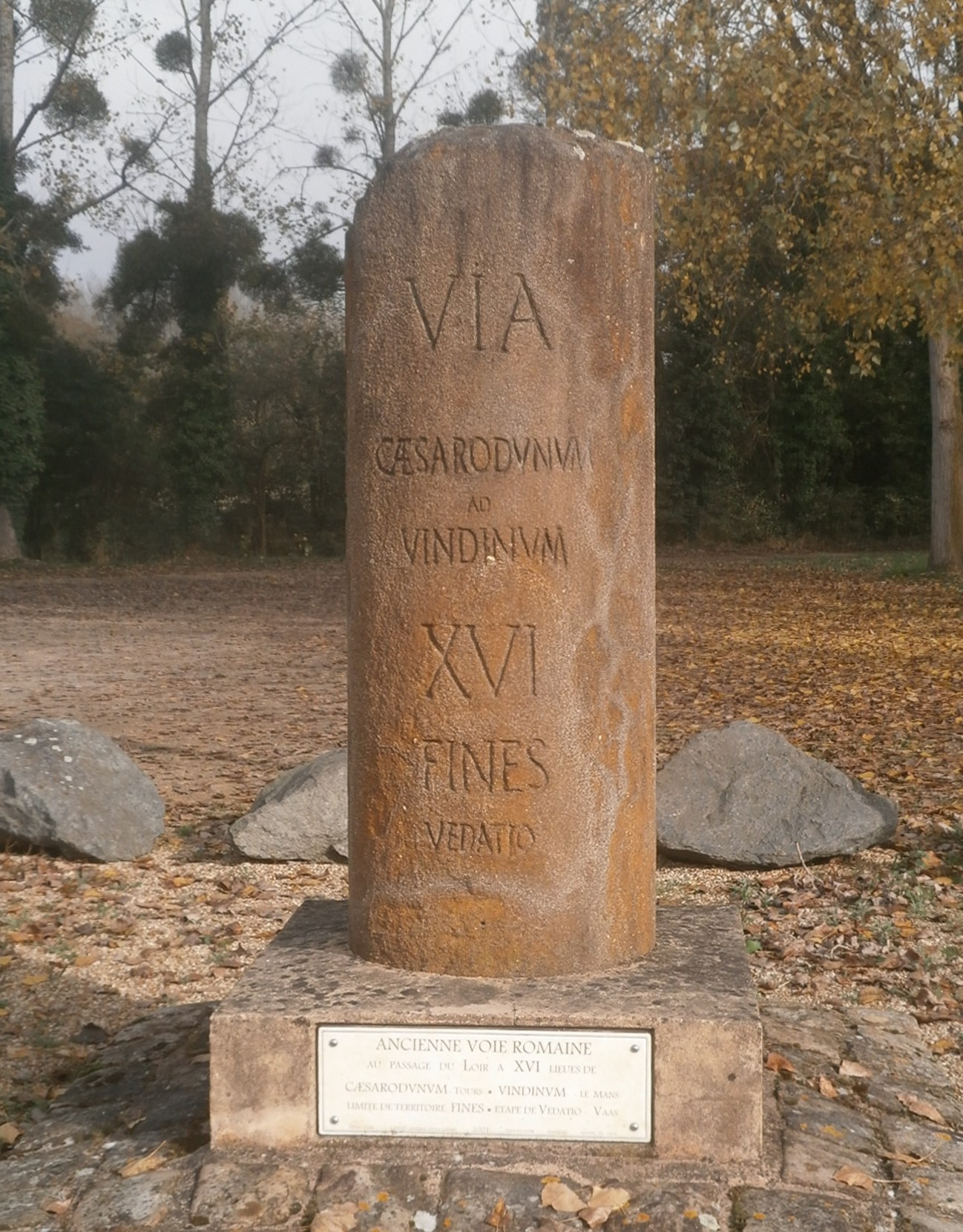
La reconstitution de la borne.

##### Curiosités
- La reconstitution d'une borne milliaire, en grès roussard, a été placée en 2000 au carrefour de Rotrou (place Thimon) par une association locale. Elle comporte un texte librement inspiré par la carte de Peutinger et les inscriptions romaines indiquant la séparation entre les territoires des Cénomans et des Turones (le Maine et la Touraine).

ANCIENNE VOIE ROMAINE au passage du LOIR

à XVI lieues de Caesarodvnvm  (Tours)  Vindinvm  (Le Mans)
 
Limite de territoire Fines- Etape de Vedatio - Vaas

(environ 40 km de Tours et 40 km du Mans exprimé en lieue gauloise de 2.222 mètres)
- À proximité du pont, des aménagements communaux furent créés sur la rive opposée au centre-ville : 
  - en amont : une baignade avec ponton et plongeoir,
  - en aval : un lavoir couvert.
- Le village est représenté sur une flamme philatélique pour illustrer les oblitérations du courrier postal.

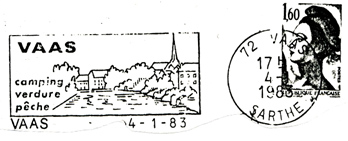

##### Les entrepôts de munitions
Dès 1917, des Établissements de réserve générale de munitions (ERGMu) furent créés.
Par décret du 14 octobre 1919, l'un d'eux sera installé à Aubigné en raison de la proximité de sa gare. Cependant, l'essentiel des terrains acquis par l'État, environ deux tiers des 70 hectares, était situé sur la commune de Vaas.
Le stockage des munitions dont la capacité atteindra 90 000 tonnes, commence dès 1920 à l'aide de locomotives et traction animale. Les bâtiments et baraquements achevés en 1931 comportaient des logements, 462 magasins à munitions, 52 magasins à poudres, garages et ateliers, et 51 kilomètres de voies ferrées raccordées à la ligne Tours - Le Mans.
En mai 1944, le site, utilisé depuis 1940 par les troupes d’occupation, sera bombardé par l'aviation alliée. Il sera ensuite détruit par les Allemands lors de leur évacuation. Après reconstruction, l'ERGMu d'Aubigné-Racan fonctionnera jusqu'en 2002, année de sa fermeture définitive.
L’insigne de l'ERGMu d'Aubigné-Racan, homologué le 30 décembre 1976, comporte les armoiries de Vaas en partition et :
- dans les cantons 1 et 2, les attributs du matériel de l’armée de terre – roue édentée argent à sept dents avec deux cantons or croisés et grenades à quatre flammes argent.
- dans les cantons 3 et 4, un missile or représente une munition moderne de l’époque de la création de l’insigne.

### Personnalités liées à la commune
- Bertrand Du Guesclin, connétable de France, et Louis de Sancerre, maréchal de France, qui ont libéré le village en décembre 1370 à la suite de la bataille de Pontvallain.
- Guyon de Broc (†1481), seigneur de Vaas et de Lespinay, échanson du roi Louis XI en 1461.
- Martin Menant, né à Vaas, syndic des rentes de l'hôtel de ville de Paris au XVIIe siècle.
- Christian Pineau, ministre d'État, entre en 1945 dans le parti socialiste SFIO en s'inscrivant à la section du Vaas[27].
- Jean-Paul Proust, (1940 à Vaas - 2010), préfet de police de Paris et ministre d'État de la Principauté de Monaco.
- Louis de Gazeaux, écuyer, ancien lieutenant au régiment de Montmorency, chevalier de Saint-Jean, de la gendarmerie du Roi, seigneur de La Roche de Vaas en 1743.

### Héraldique
1. La ville de Vaas, origine ancienne, répertoriage 1531 de Tours et 1696 (d'Hozier).
  - De gueules, à une fasce d'argent, écartelé d'argent, à un pal de gueules.
  - Avec son emblème de baronnie : Couronné d'un cercle d'or, entouré d'un tortil de perles et de pierreries.
2. L'abbaye Notre-Dame de Vedatio de l'ordre de Saint-Augustin.
  - Ses attributs : la mitre et la crosse.
  - D'argent à une fasce de gueules chargée d'un calice d'or.
3. Les Chanoines réguliers de Prémontré. Ils prennent possession de l'abbaye en 1726,
  - D'azur, semé de fleurs de lys d'or, à deux crosses du même passées en sautoir brochants sur le tout
  - L'azur, semé de fleurs de lys d'or est une concession Saint-Louis selon une description de Xavier Barbier de Montault[28].
4. Le blason dans l'église de Vaas .
  - Ce blason, visible sur une des clés de voûte de l'église rappelle l'écu des Prémontrés. Il est de l'époque de René-Charles Venier, abbé commendataire de l'abbaye, nommé par le roi et le Saint-Père en 1723 qui introduisit cette congrégation.

1 - La ville de Vaas .
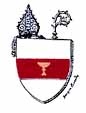
2 - Abbaye royale Notre-Dame de Vaas.
3 - Ordre des Chanoines réguliers de Prémontré.
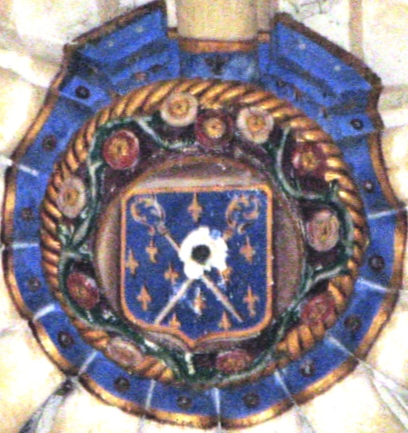
4 - Écu visible dans l'église de Vaas en clé de voûte.